# Шута (Валча)
Шута (рум. Șuta) насеље је у Румунији у округу Валча у општини Муереаска. Oпштина се налази на надморској висини од 561 m.

## Становништво
Према подацима из 2002. године у насељу је живело 222 становника, од којих су сви румунске националности.